# Heinrich Gomperz
Heinrich Gomperz (Viena, 18 de Janeiro de 1873 — Los Angeles, 27 de Dezembro de 1942) foi um filósofo austríaco. Era filho de Theodor Gomperz. Foi paciente de Sigmund Freud e casado com Ada Stepnitz.

## Trabalhos
- Heinrich Gomperz (1898). Kritik des Hedonismus. [S.l.]: J.G. Cotta'schen Buchhandlung Nachfolger, 1898.
- Heinrich Gomperz (1907). Das Problem der Willensfreiheit. [S.l.]: E. Diederichs, 1907.
- Die indische Theosophie, 1925.
- Heinrich Gomperz (1908). Weltanschauungslehre. [S.l.]: E. Diederichs, 2 Vols., 1905–1908.
- Heinrich Gomperz (1915). Philosophie des Krieges in Umrissen. [S.l.]: F. A. Perthes, 1915.
- Über Sinn und Sinngebilde, Erklären und Verstehen, 1929.
- Heinrich Gomperz,  Daniel Robinson (1953). Philosophical Studies. [S.l.]: Christopher Pub. House, 1953.